# بارت فان هينتيوم
بارت فان هينتيوم (بالهولندية: Bart van Hintum) (16 يناير 1987 في هولندا - ) هو لاعب كرة قدم هولندي في مركز الدفاع. لعب مع بي إي سي زفوله وغازي عنتاب سبور ونادي دوردريخت وهيراكليس ألميلو وتوب أوس.

## وصلات خارجية
- بارت فان هينتيوم على موقع الاتحاد الأوربي (الإنجليزية)
- بارت فان هينتيوم على موقع اتحاد تركيا (لاعب) (الإنجليزية)
- بارت فان هينتيوم على موقع قاعدة بيانات كرة القدم.إي يو (الإنجليزية)
- بارت فان هينتيوم على موقع Soccerway.com (الإنجليزية)
- بارت فان هينتيوم على موقع عالم كرة القدم.نت (الإنجليزية)